# Синхросигнал

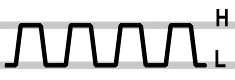
H використовується для позначення високого рівня, а L — для низького

Синхросигнал (тактовий сигнал) — сигнал, що забезпечує координацію роботи деякої кількості цифрових мікросхем. Широко застосовується в цифровій електроніці від електронних годинників до обчислювальної техніки.
Синхросигнал зазвичай має форму меандра та коливається між двома логічними рівнями — високим та низьким.

## Характеристики
Прийнято вважати, що активним рівнем тактового сигналу є високий, якщо він знаходиться в цьому стані або коли його стан змінюється в момент, що задається зростаючим фронтом тактового сигналу. Інакше вважається, що активним є низький рівень.
До інших характеристик синхросигналу відносять:
- період (англ. clock period) — відрізок часу між сусідніми переходами, що робить сигнал в одному напрямку;
- частота (англ. clock frequency) — величина, обернена періоду;
- такт (англ. clock tick) — перший перепад чи імпульс в межах періоду, а інколи й сам період;
- прогальність (рос. скважность) — відношення періоду повторення імпульсу до його ефективної тривалості;
- коефіцієнт заповнення (англ. duty cycle) — відносний час у відсотках, протягом якого тактовий сигнал має активний рівень. Величина, обернена прогальності.

## Генерація
Для створення тактового сигналу в різних цифрових схемах — від годинників до суперкомп'ютерів — застосовуються пристрої, що називаються тактовими генераторами або генераторами синхросигналу.

## Використання
Синхросигнал використовується в таких схемотехнічних елементах:
- тригерах;
- регістрах;
- лічильниках;
- та інших, побудованих на їх основі.

Завдяки цьому їх називають синхронними, адже запис біту можливий лише при збіжності сигналів на інформаційному та тактовому входах.
Запис може відбуватися:
- по рівню (прямому чи інверсному);
- по фронту (перепад від нуля до одиниці чи навпаки).